# Horní Staré Město
Horní Staré Město (dosł. Górne Stare Miasto, niem. Oberaltstadt) jest częścią miasta Trutnov w Czechach, w kraju hradeckim, nad rzeką Úpa. Na starszych mapach widnieje pod nazwą Hořejší Staré Město.

## Historia
W miejscu tym dawniej znajdowała się osada Úpa, która najprawdopodobniej powstała wokół istniejącego do dziś kościoła św. Wacława. Prawa miejskie wieś otrzymała w 1904 r. Wraz z nimi otrzymała od cesarza Franciszka Józefa I herb. W 1947 Horní Staré Město wraz miejscowościami Poříčí, Volanov i Voletiny zostało włączone do miasta Trutnov.

## FiliaGroß-Rosen
Podczas okupacji niemieckiej, w czasie II wojny światowej na terenie Hornego Starego Města znajdował się AL Oberaltstadt, obóz pracy przymusowej, filia obozu koncentracyjnego Groß-Rosen.